# OTDR
La sigla OTDR (dall'inglese Optical Time Domain Reflectometer, riflettometro ottico nel dominio del tempo) identifica uno strumento di misura optoelettronico, usato principalmente nel campo delle telecomunicazioni per l'analisi e la diagnosi dei guasti nelle fibre ottiche.

## Principio di funzionamento
Il riflettometro ottico invia da una estremità della fibra in esame una serie di impulsi ottici di caratteristiche opportune; dalla stessa estremità valuta quindi l'andamento nel tempo della componente riflessa del segnale. L'intensità degli impulsi riflessi viene misurata e integrata nel tempo, quindi espressa in forma grafica in funzione della lunghezza della fibra.
Le riflessioni misurate sono dovute a variazioni dell'indice di rifrazione all'interno della fibra. Tale fenomeno è analogo alla riflessione dei segnali elettromagnetici causata dalle variazioni di impedenza in un cavo tradizionale, che vengono misurate con un riflettometro tradizionale (TDR).

## Applicazioni
L'analisi mediante riflettometro ottico consente di valutare la lunghezza e l'attenuazione complessiva della fibra, compresa la presenza di giunzioni e connessioni e le attenuazioni che esse introducono. È possibile individuare anche interruzioni complete della linea di trasmissione ottica e stimarne la distanza dal punto di analisi. Da notare che tutti gli OTDR, anche i più perfezionati, sono caratterizzati dalla cosiddetta "zona morta": un tratto variabile da uno fino a 10~15 metri, secondo le caratteristiche intrinseche della macchina, in cui non è possibile discriminare, dopo un primo evento, i successivi che intervengono nel tratto definito appunto come zona morta.